# Michael Jackson – The Experience
Michael Jackson – The Experience (auch Michael Jackson: The Experience) ist ein Musik- und Tanzspiel. Entwickler und Publisher ist Ubisoft. Das Spiel ist am 25. November 2010 für Wii und Nintendo DS, am 2. Dezember 2010 für PlayStation Portable und am 31. März 2011 für Xbox 360 und PlayStation 3 erschienen.
Seit der Veröffentlichung wurden über zwei Millionen Kopien des Spieles verkauft, davon etwa 90 % für die Wii.

## Steuerung
Das Spiel wird mit der Wii-Mote (Wii), dem PlayStation-Move-Controller (PlayStation 3) beziehungsweise mit Hilfe von Kinect (Xbox 360) gesteuert. Die Technologie, die hierbei genutzt wird, nennt sich laut Ubisoft „Player Projection“. Der Spieler verkörpert Michael Jackson, welcher, begleitet von seiner Musik und diversen Umgebungen seiner Videoclips, je nach Musikstück zu diesen tanzt.
Es gibt zwei Modi: Dance und Dance School. Der erste Modus ist das Hauptspiel, bei dem man (wie oben erwähnt) zu Michaels Songs tanzt. An der linken Seite (1-Spieler) erscheint nach Auswahl des Songs eine Leiste, die anzeigt, wie viele Punkte, und demnach, wie viele Sterne man erreicht hat. Die Sterne werden benötigt, um Videos freizuspielen. Ebenso erscheinen oben-links Piktogramme, die anzeigen, welche Bewegung als Nächstes auszuführen ist.

Der zweite Modus beinhaltet einige freispielbare Videos, in denen Tänzer (Hintergrundtänzer aus This Is It, darunter Travis Payne) die bekanntesten Tanzschritte aus den verschiedenen Videoclips erklären. Da es nur abspielbare Videos sind, wird die Wii-Mote nicht dafür benötigt.
Das Spiel beinhaltet einen 4-Spieler-Modus bei Wii und PlayStation 3, jedoch nicht bei der Xbox 360. Dafür gehört das Mitsingen zur Kinect, was bei Wii und PlayStation 3 optional wählbar ist.
Bei der Nintendo-DS- und der PlayStation-Portable-Version geht es darum, im Rhythmus auf die Tasten zu drücken und so möglichst viele Punkte zu erzielen.

## Musikstücke
In der Auswahl ist zu jedem Lied das dazugehörige Cover zu sehen. Zu den 26 (bei der Special Edition 27) im Spiel enthaltenen Musikstücken zählen
aus Off the Wall (1979):
- Don’t Stop ’til You Get Enough
- Rock With You
- Workin’ Day and Night

aus Thriller (1982):
- Beat It
- Billie Jean
- The Girl Is Mine
- Thriller
- Wanna Be Startin’ Somethin’

aus Bad (1987):
- Another Part of Me (nur enthalten in der Special-Edition bei real,-)
- Bad
- Dirty Diana
- Leave Me Alone
- Smooth Criminal
- Speed Demon
- Streetwalker (Special Edition 2001)
- The Way You Make Me Feel

aus Dangerous (1991):
- Black or White
- Heal the World
- In the Closet
- Remember the Time
- Who Is It
- Will You Be There

aus HIStory – Past, Present and Future Book I (1995):
- Earth Song
- Money
- Stranger in Moscow (nur PS3)
- They Don’t Care About Us

aus Blood on the Dance Floor – HIStory in the Mix (1997):
- Blood on the Dance Floor (nur PS3)
- Ghosts

aus Michael Jackson – The Ultimate Collection (2004):
- Sunset Driver

## Sonstiges
- Bei der Nintendo-DS-Version wurde ein besonderer Kopierschutz eingebaut: Schwarzkopierer hören statt der Stimme Michael Jacksons das Getröte von Vuvuzelas.[7]